# Людзян
Людзян (на китайски: 柳江; на пинин: Liǔ Jiāng, букв. „Жълта река“) е река в Южен Китай, в провинция Гуейджоу и Гуанси-джуански автономен регион, най-голям (ляв) приток на Сидзян. Дължина 724 km, площ на водосборния басейн 57 900 km². Река Людзян води началото си под името Дулиу, на 890 m н.в. Гуейджоуската планинска земя, в провинция Гуейджоу. По цялото си протежение тече предимно в тясна планинска долина. В горното течение пресича райони с разпространение на карстови варовици, образува тесни дефилета, а посоката ѝ е предимно източна. След като навлезе на територията на Гуанси-Джуанския автономен регион, вече под името Жюндзян завива на юг, а след град Лиуджоу тече вече под името Людзян. Влива се отляво в река Сидзян. Подхранването ѝ предимно дъждовно. В долното си течение е плавателна за плитко газещи речни съдове до град Лиуджоу.